# 陳湣公
陳湣公（？—前478年），《漢書》作陳緡公，媯姓，名越，為春秋諸侯國陳國最後一任君主，他為陳懷公兒子，承襲陳懷公擔任該國君主，在位期間為前501年—前478年，共在位24年。《史記》年表誤作在位23年。

## 年表
湣公六年（前496年），孔子來到陳國。吳王夫差伐陳，奪取三邑後離開。
十三年（前489年），吳國兩次伐陳，陳國向楚國告急，楚國派兵來救，與吳軍大戰于城父，吳軍撤退。這一年，楚昭王卒于城父。
十五年（前487年），宋國消滅曹國。
十六年（前486年），吳國伐齊，在艾陵全歼10万齊軍，吳國派使者召陳湣公。湣公害怕，前往吳國。楚國伐陳。
二十一年（前480年），齊國田恆弒君齊簡公。
二十三年（前479年），楚國的白公勝殺令尹子西、子綦，襲擊楚惠王。葉公攻敗白公勝，白公勝自殺，楚惠王復位。這一年，孔子去世。
二十四年（前478年），夏季七月，楚國派兵北伐，殺死陳湣公，消滅了陳國。